# Куммеров
Куммеров (нім. Kummerow) — громада в Німеччині, розташована в землі Мекленбург-Передня Померанія. Входить до складу району Мекленбургіше-Зеенплатте. Складова частина об'єднання громад Мальхін-ам-Куммеровер-Зее.
Площа — 55,14 км2. Населення становить 575 ос. (станом на 31 грудня 2020).

## Галерея

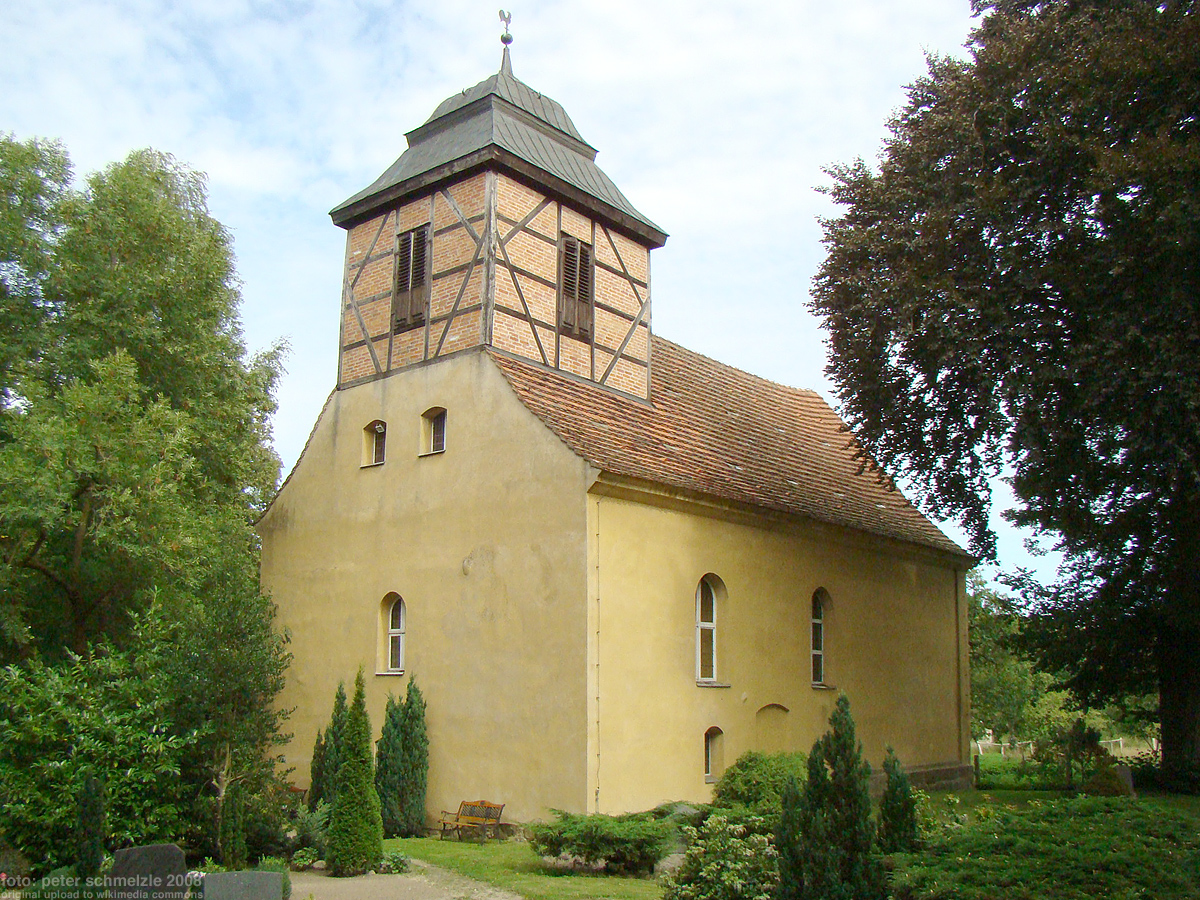